# Columnea antiocana
Columnea antiocana är en tvåhjärtbladig växtart som först beskrevs av Wiehler, och fick sitt nu gällande namn av J.F. Smith. Columnea antiocana ingår i släktet Columnea och familjen Gesneriaceae. Inga underarter finns listade i Catalogue of Life.